# 尚书府石坊
尚书府石坊是一座明代石牌坊、县级文物保护单位，位于安徽省宣城市绩溪县瀛洲镇龙川村河南的浒里（自然村）95号对面。
尚书府石坊立于明嘉靖四年（1525年）三月初十日，纪念在嘉靖元年（1522年）去世的太子少保、南京户部尚书胡康惠公胡富（1446～1522）。石坊用麻青石砌筑，二柱单间三楼，高8米，宽3.4米，占地面积7.5平方米，竖匾上刻有“恩荣”二字。柱子下部有抱鼓石。牌坊保存基本完整。
1997年4月18日，尚书府石坊公布为绩溪县文物保护单位。
在绩溪县，为纪念胡富所立的牌坊，前后共有多座：
1. 奕世尚书坊（龙川村）
2. 尚书府石坊（浒里村）
3. 世科坊（龙川村），已毁
4. 进士坊，已毁
5. 地官坊（龙川村），已毁

在浒里村，原有胡富尚书府世恩堂、三孔古井和胡富墓、胡宗宪墓，已不存。